# 基地警備教導隊
基地警備教導隊（きちけいびきょうどうたい、英称：Base Defense Development & Training Squadron、略称：BDDTS）とは、航空自衛隊百里基地に所在する航空戦術教導団直轄部隊の一つ。部隊の標語は「最尖端」。

## 概要
航空自衛隊の各基地を巡回し、基地ごとの特性を踏まえた警備要領を教導する教導部隊で、警備に関係する調査と研究も行う。同じ航空戦術教導団隷下の航空支援隊とは毎年共同訓練しているほか、陸上自衛隊の中央即応連隊の訓練にも隊員を派遣し、さらに国内外でのアメリカ空軍との共同訓練にも参加するなど、様々な部隊との共同訓練を重ねている。
百里基地基地業務群管理隊隷下には通常の基地警備小隊（基地警備隊）も所在しており、同警備小隊から警備犬が警備の調査研究に協力することもある。一方で、基地警備教導隊も警備小隊と同じく基地の警備をするとも言われる。
さらに有事では空自が自前の機動部隊として運用し、空自関連施設を防護するための特殊部隊的活動に従事するという話もある。実際に2023年には広島市で行われたG7サミットに合わせ、隊の要員を西部航空警戒管制団整備補給群（福岡県春日基地）に派遣していた。

## 沿革
2001年（平成13年）9月11日に発生したアメリカ同時多発テロ事件などを契機に航空幕僚監部内で、航空自衛隊の関連施設を標的としたテロ・ゲリラ攻撃から防御する現状の警備体制を疑問視する声が多数を占めた。既存の各基地毎に編成されている基地警備隊では、将来起きる蓋然性が高い事案とされる土台人や工作員等のゲリラコマンドの本格的なテロ・ゲリラ攻撃に人員、技術、装備の全面で対応できないことが判明した為、本格的な専門部隊発足の構想が生まれ、2003年（平成15年）頃から研究が始まった。
2006年（平成18年）3月に基地警備研究班（府中基地）が発足し、当初は2008年（平成20年）3月に入間基地で開隊としていたが、このときは予算等の問題から編成には至らなかった。その後、2010年度予算に「基地警備教導隊（仮称）」の新編が盛り込まれた。
2011年（平成23年）3月28日に航空総隊直轄部隊として、隊長：岡一郎2等空佐以下40名で編成を完結した。当面の任務は「航空自衛隊の各基地を巡回しそれぞれの立地の特性を踏まえた適切な基地警備要領を教育するとともに基地警備に関する調査・研究を行う」としている。
2014年（平成26年）8月1日付で航空総隊直轄部隊から同日付で新編された航空戦術教導団隷下部隊に編入。
2025年（令和7年）4月25日、20式5.56mm小銃の配備が開始されたことを発表した。

## 部隊編成
部隊は2等空佐以下40名で構成され、以下で構成される。
- 総括班：部隊の管理を担当。
- 研究班：警備に関する情報収集を担当。
- 教導班：各基地を回って指導する教導役を担当。

## 主要装備

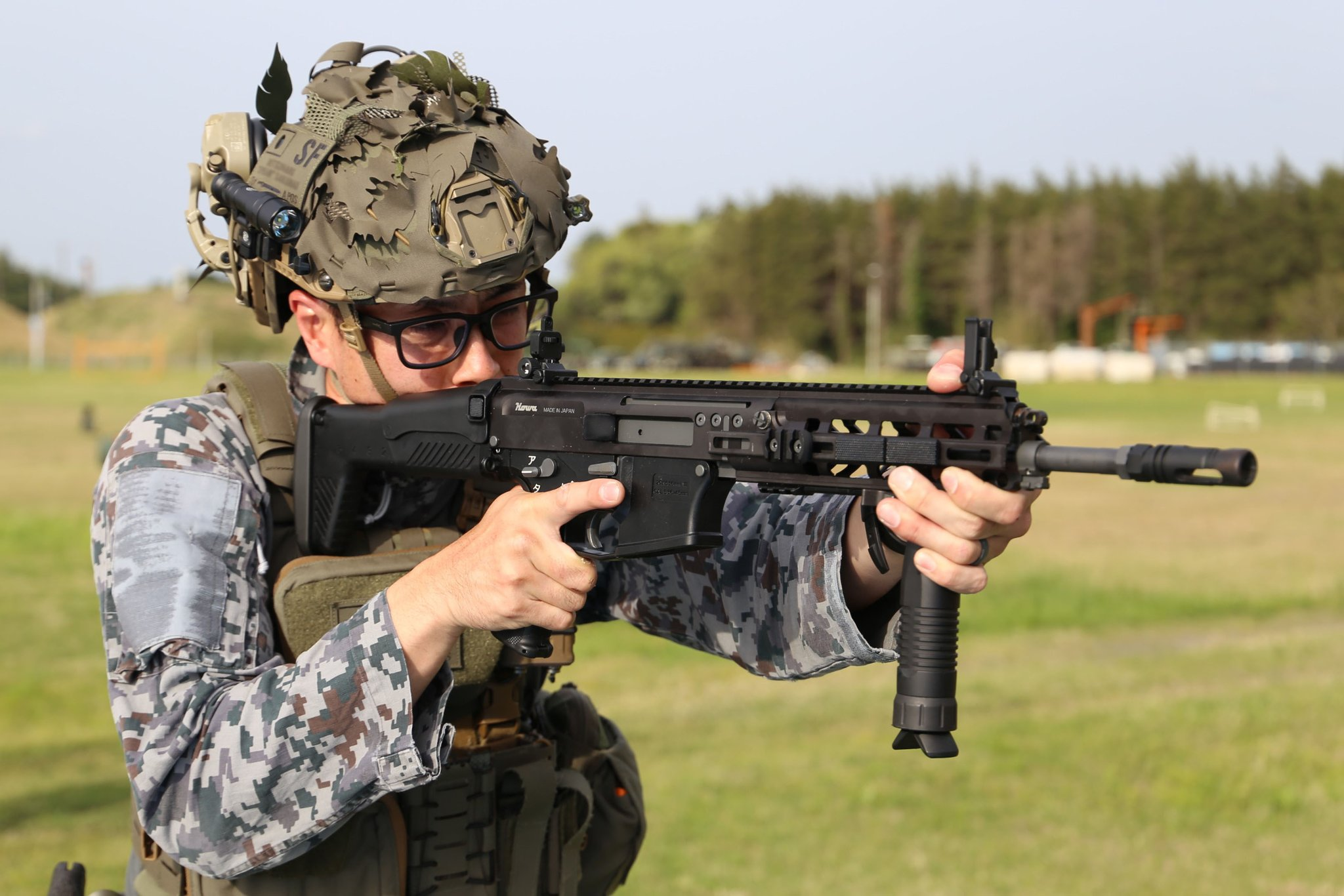
20式5.56mm小銃を構える隊員

- 64式7.62mm小銃
- 20式5.56mm小銃[13]
- 5.56mm機関銃MINIMI
- 9mm機関けん銃
- 9mm拳銃[注釈 2]
- FN 303圧搾空気銃（英語版）[14]（非致死性兵器）
- 88式鉄帽
- タクティカルベスト[注釈 3]
- 野戦迷彩服[注釈 4]
- 軽装甲機動車
- Vision60犬型監視システム（ロボット犬）[7][15][16]
- LRAD長距離音響発生装置[注釈 5]